# Masdevallia civilis
Masdevallia civilis là một loài lan có mặt từ Venezuela to Peru.

## Hình ảnh

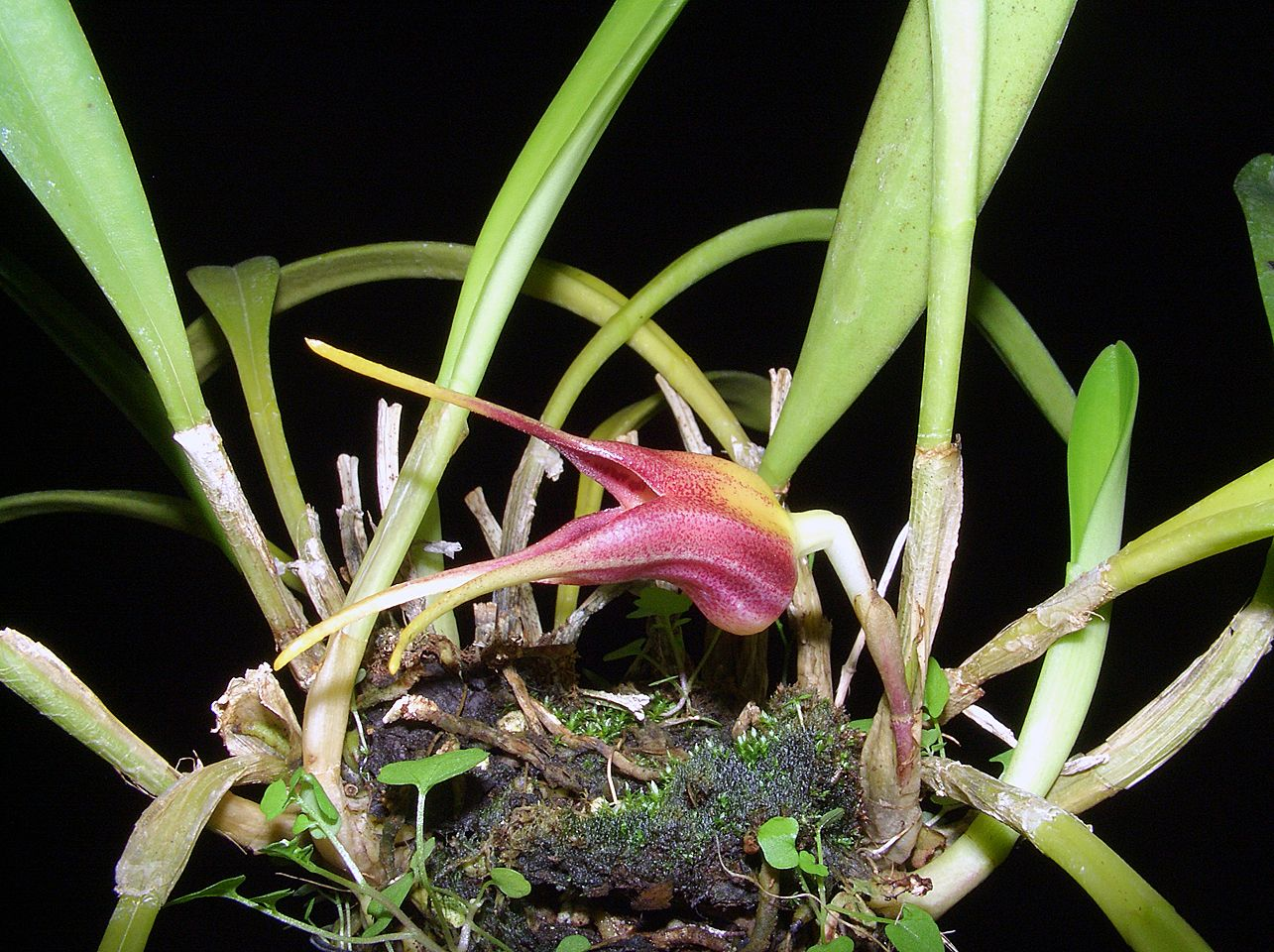
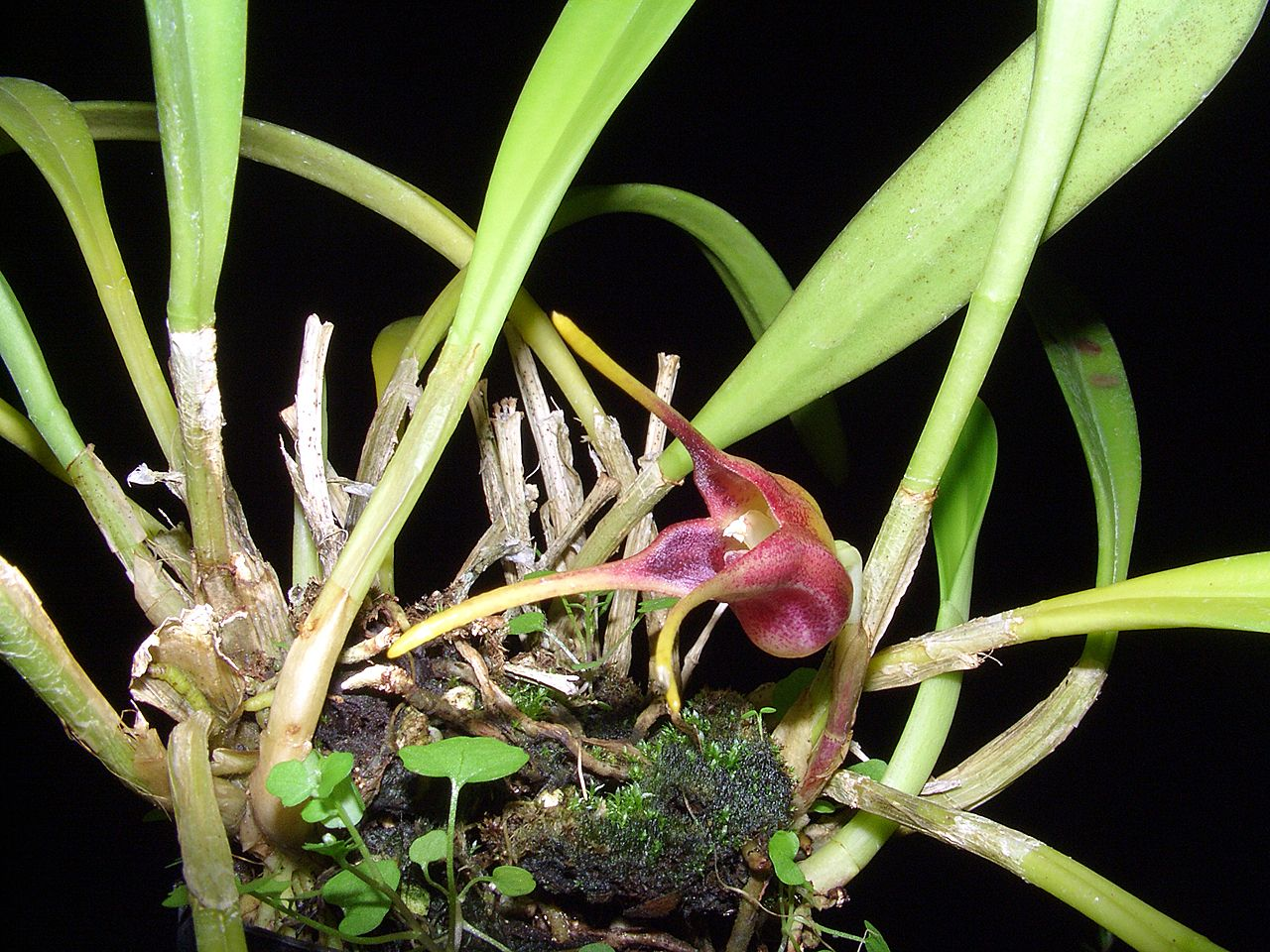
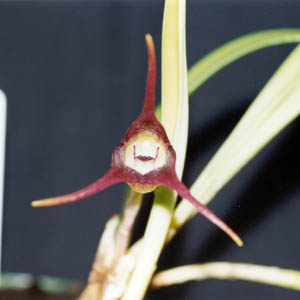